# Házjegy
Névváltozatok: tulajdonjegy
de: Hausmarke, cs: domovní zamení

Rövidítések:
A házjegy olyan jelkép a pajzsokon, az ingatlanokon, melyekkel a tulajdonos jelölte a házát. Ma ezeket a házszámok helyettesítik. A házjegy  idővel örökletes jelképpé vált a polgári és paraszti származású személeknél és családoknál, sokszor pajzsra került és címer lett belőle vagy viselésük párhuzamos volt a címerekével. Használatuk egészen a történelem előtti időkig nyúlik vissza. A családban, a "házban" a földbirtokkal és a vagyonnal együtt öröklődött és egyfajta "udvarjegyként" (de: Hofmarke) használták. A házjel általában kis mértani vonalakból állt, melyet pajzsra emeltek és heraldikai mázakkal látták el. Így számos polgári címer jött létre. Különösen gyakoriak voltak Észak-Németországban.